# Serbian Journal of Management
Serbian Journal of Management је интернационални часопис за публиковање научних радова аутора, који се баве теоријом и праксом науке о менаџменту.

## О часопису
Технички факултет у Бору Универзитета у Београду почео је да штампа часопис под називом Serbian Journal of Management, почетком 2006. године. Одсек Техничког факулета у Бору, задужен за публиковање овог часописа је Одсек за инжењерски менаџмент.

## Периодичност излажења
Од свог оснивања, до данас, часопис се публикује са једним бројем годишње. У оквиру сваког броја, штампају се по две свеске. Прва свеска, једног броја, штампа се почетком маја месеца, док се друга свеска штампа у новембру.

## Уредништво часописа
Први уредник часописа био је проф. др Живан Живковић (2006—2012). Након њега, уредник часописа је проф. др Иван Михајловић. Уређивачки одбор часописа чине еминентни експерти из различитих области научног менаџмента. Сви чланови уређивачког одбора часописа су са водећих светских и домаћих институција на којима се изучавају савремене менаџмент дисциплине. Технички уредници часописа су доц. др Ненад Милијић и проф. др Ђорђе Николић.

## Теме
Часопис покрива тематску област општег менаџмента.

### Типови радова
Типови радова који се публикују у часопису су у категорији: 
- Оригинални истраживачки радови који нису претходно публиковани;
- Пленарна предавања и/или индивидуални радови представљени на конференцијама, под условом да нису публиковани у зборницима радова;
- Прегледни радови;
- Рецензије;
- Писма едитору – кратка комуникација на предложену научну тему;
- Рецензије књига и монографских издања.

## Аутори прилога
За часопис пишу еминетни стручњаци из области менаџмента, из земље, региона и иностранства.

## Електронски облик часописа:
Часопис се публикује у штампаном и електронском облику. Електронски облик свих свезака часописа је у отвореном приступу.

## Индексирање у базама података
- Scopus
- EBSCO Publishing
- All-Russian Institute of Scientific and Technical Information VINITI
- DOI Serbia[3]
- Research Unit on Communication, Organizational Learning and Aesthetics RUCOLA
- The Knowledge Base Social Sciences Eastern Europe GESIS - Leibniz Institute for the Social Sciences
- DOAJ - Directory of Open Access Journals[2]
- Academic Journals Database
- Cabell’s Directories
- Google Scholar
- Vrije University Brussel Library
- Social Science Research Network
- Academic Journals Database
- CiteFactor